# Hipposideros demissus
Hipposideros demissus és una espècie de ratpenat de la família dels hiposidèrids. És endèmic de l'illa de Makira, també coneguda com a San Cristóbal (Salomó). Nia a les coves. Està amenaçat per la possible pertorbació de les seves coves de maternitat i els ciclons. El seu nom específic, demissus, significa 'humil' en llatí.